# Luca Giacomelli Ferrarini
Luca Giacomelli Ferrarini (Villafranca di Verona, 20 marzo 1983) è un attore, cantante e regista italiano.

## Biografia
Nato a Villafranca di Verona, figlio del soprano Alida Ferrarini, inizia a studiare a otto anni conseguendo nel 2005 il diploma in recitazione, dizione e arte scenica al Gymnasium Theatrale Fondazione 'G. Toniolo' di Verona, diretto da Luciana Ravazzin. Successivamente si laurea all'Accademia di Belle Arti di Verona nel 2008 in scenografia e costume per lo spettacolo. Si sposta a Milano per frequentare la Scuola del Musical SDM, Accademia delle Arti Performative fondata da Saverio Marconi. Durante il percorso di studi milanesi, debutta alla Scuola d'arte drammatica Paolo Grassi nell'opera di Tennessee Williams, Lo zoo di vetro, diretto da Marco Iacomelli. Nel 2010 viene scelto da Saverio Marconi per Cats di Andrew Lloyd Webber, e Happy Days - A new musical, trasposizione teatrale dell'omonima serie TV, dove interpreta Richie Cunningham. Nel 2012 prende parte al musical Titanic - Il racconto di un sogno, spettacolo celebrativo per i cento anni dall'affondamento del transatlantico accompagnato dalle musiche di Ennio Morricone e diretto da Federico Bellone. 
Nel 2013 interpreta Mercuzio in Romeo e Giulietta - Ama e cambia il mondo opera di Gérard Presgurvic, di Giuliano Peparini prodotta da David Zard. Tra le produzioni Fame, Saranno Famosi (Nick Piazza) al Teatro Nazionale di Milano, Next To Normal (Gabe Goodman) al Teatro Coccia di Novara, West Side Story (Tony) al Teatro Carlo Felice di Genova, Processo a Pinocchio (Beppe) al Teatro Sistina di Roma, La Congiura (Giuliano De’ Medici) all’Opera di Firenze, e due collaborazioni con Renato Zero nei tour 2016 Alt in Tour (Glitter) e 2017 Zerovskij, solo per amore (N.N.).
Dopo la pausa per la pandemia di COVID-19, che interrompe la produzione di Sweeney Todd - The Demon Barber of Fleet Street dove interpreta Anthony Hope nel tour italiano dello spettacolo diretto da Claudio Insegno, riparte nel 2022 dal Teatro Sistina di Roma con Cats di Andrew Lloyd Webber, nel ruolo di Rum Tum Tugger accanto a Malika Ayane (Grizabella).

## Nessun Dorma | the Musical
Nel 2022 debutta come autore e regista con lo showcase dello spettacolo Nessun Dorma, un atto musicale ispirato a un episodio della vita di Giacomo Puccini, con le musiche di Marco Spatuzzi. Ambientato nel gennaio del 1909 nella villa di Torre Del Lago, Nessun Dorma, racconta uno spaccato della famiglia Puccini che ne cambierà le dinamiche famigliari. Giacomo Puccini, in seguito a un incidente, sta vivendo una crisi personale: la moglie Elvira Bonturi lo assilla con gelosia accusandolo di trascuratezza, gli impresari teatrali lo esortano a comporre nuova musica e la sua creatività si sta lentamente avvizzendo. Nello smarrimento intesserà un'intesa con una giovane donna, Doria Manfredi, fonte di ispirazione per la composizione dellìopera centrale del suo Trittico: Suor Angelica. Il cast dell'opera è composto da: Cristian Ruiz (Giacomo Puccini), Floriana Monici (Elvira Bonturi), Giulia Fabbri (Doria Manfredi), Francesca Taverni (La Zia Principessa), Noemi Bordi (Suor Angelica) e Luca Giacomelli Ferrarini (Michele Donati).

## Teatro
- 2009-2010 Tom Wingfield in Lo zoo di vetro di Tennessee Williams - regia di Marco Iacomelli, Teatro Paolo Grassi di Milano
- 2010 Il Principe di Persia in Turandot di Giacomo Puccini - regia di Franco Zeffirelli, dir. Antonio Pirolli, Arena di Verona
- 2010-2011 Macavity/Platone in Cats di Andrew Lloyd Webber - regia di Saverio Marconi e Daniel Ezralow,  dir. Vincenzo La Torre, Tour Nazionale IT
- 2011 Il Principe di Persia in Turandot di Giacomo Puccini - regia di Franco Zeffirelli, dir. Placido Domingo, Opera House of Muscat (Oman)
- 2011-2012 Richie Cunningham in Happy Days, a new musical di Garry Marshall - regia di Saverio Marconi, dir. Vincenzo La Torre, Tour Nazionale IT
- 2012-2013 John O'Donnell in Titanic, il racconto di un sogno di Cristiano Alberghini - regia di Federico Bellone, Tour Nazionale IT
- 2013-2016 Mercuzio in Romeo e Giulietta, ama e cambia il mondo di Gérard Presgurvic - regia di Giuliano Peparini, Tour Nazionale IT / Zorlu PSM of Istanbul (Turchia)
- 2014-2018 Beppe in Processo a Pinocchio di Marco Spatuzzi - regia di Andrea Palotto, Tour Nazionale IT
- 2015-2016 Gabe Goodman in Next to Normal di Tom Kitt/Brian Yorkey - regia di Marco Iacomelli, Tour Nazionale IT
- 2016 Nick Piazza in Fame di David De Silva/Steve Margoshes - regia di Federico Bellone, Teatro Nazionale di Milano
- 2016 Tony in West Side Story di Leonard Bernstein - regia di Federico Bellone, Teatro Manzoni di Milano
- 2017 Giuliano de' Medici in La Congiura, Firenze 1478 di Riz Ortolani - regia di Sandro Querci, Opera di Firenze
- 2017 Tony in West Side Story di Leonard Bernstein - regia di Federico Bellone, dir. Wayne Marshall, Teatro Carlo Felice di Genova
- 2018 Mercuzio in Romeo e Giulietta, ama e cambia il mondo di Gérard Presgurvic - regia di Giuliano Peparini, Tour Nazionale IT
- 2018 Tony in West Side Story di Leonard Bernstein - regia di Federico Bellone, dir. Francesco Lanzillotta, Teatro del Maggio di Firenze
- 2019 Tony in West Side Story di Leonard Bernstein - regia di Federico Bellone, dir. Alpesh Chauhan, Teatro Carlo Felice di Genova
- 2019 Nick Piazza in Fame di David De Silva/Steve Margoshes - regia di Federico Bellone, Teatro San Babila di Milano
- 2019-2020 Mark Green in L'Ascensore di José Masegosa - regia di Matteo Borghi, Tour Nazionale IT
- 2019-2020 Anthony Hope in Sweeney Todd, The Demon Barber of Fleet Street di Stephen Sondheim - regia Claudio insegno, Tour Nazionale IT
- 2022 Michele Donati in Nessun Dorma di Luca Giacomelli Ferrarini e Marco Spatuzzi - regia Luca Giacomelli Ferrarini, Showcase - M.A.S. Milano
- 2022 Street Singer in Mass di Leonard Bernstein - regia Damiano Michieletto, Teatro dell’Opera di Roma - Terme di Caracalla
- 2022 Rum Tum Tugger in Cats di Andrew Lloyd Webber - regia Massimo Romeo Piparo, Teatro Sistina di Roma
- 2023-2024 Miss Mary Sunshine in Chicago di John Kander - regia Chiara Noschese, Teatro Nazionale di Milano - Stage Entertainment
- 2025 Soprano a sorpresa in Il tè delle tre di Gino Negri - regia Pier Luigi Pizzi, Teatro Caio Melisso di Spoleto - 79° Festival Lirico Sperimentale di Spoleto

## Concerti
- 2015 Follie con Cristian Ruiz, 'Le Terrazze' del Palazzo dei Congressi di Roma
- 2016 Follie per Alida con Cristian Ruiz, 'Teatro Alida Ferrarini' di Villafranca di Verona
- 2016-2017 Glitter in Alt in tour di Renato Zero, Tour Nazionale IT
- 2017 N.N. in Zerovskij, solo per amore di Renato Zero, Tour Nazionale IT
- 2017 Follie con Cristian Ruiz, Piccolo Teatro del Baraccano di Bologna
- 2018 National Yacht Club, Dún Laoghaire, County Dublin, Ireland
- 2018 West Side Story, dir. Timothy Brock, Piazza della Santissima Annunziata di Firenze
- 2018 West Side Story, dir. Timothy Brock, Teatro del Maggio di Firenze
- 2022 InCanto, Tour Nazionale IT
- 2023 Follie di Broadway con Cristian Ruiz, Giulia Fabbri e Francesca Longhin, I Solisti del Teatro presso I Giardini della Filarmonica di Roma

## Discografia
- 2013 Romeo e Giulietta, ama e cambia il mondo di Gérard Presgurvic
- 2015 Next to Normal di Tom Kitt/Brian Yorkey
- 2016 Processo a Pinocchio di Marco Spatuzzi

## DVD
- 2007 Nabucco di Giuseppe Verdi - regia di Denis Krief, dir. Daniel Oren, Arena di Verona
- 2010 Turandot di Giacomo Puccini - regia di Franco Zeffirelli, dir. Antonio Pirolli, Arena di Verona
- 2013 Romeo e Giulietta, ama e cambia il mondo di Gérard Presgurvic - regia Giuliano Peparini, Arena di Verona
- 2017 Alt in tour di Renato Zero - regia Renato Zero, Forum di Assago

## Premi
- 2015 Premio Nazionale Sandro Massimini - XV edizione.
- 2016 Premio Arenzano Media Show 2016 - IX edizione.
- 2017 Premio Apulia Musical - V edizione.
- 2020 Premio Calici di Stelle David Zard - I edizione.